# Celama clethrae
Celama clethrae är en fjärilsart som beskrevs av Dyar 1899. Celama clethrae ingår i släktet Celama och familjen trågspinnare. Inga underarter finns listade i Catalogue of Life.